# Incoronazione della Vergine con i santi Michele Arcangelo, Giuseppe, Francesco d'Assisi e Nicola di Bari
L'Incoronazione della Vergine con i santi Michele Arcangelo, Giuseppe, Francesco d'Assisi e Nicola di Bari è un dipinto a olio su tavola originariamente centinata (289x198 cm) del Moretto, databile al 1534 circa e conservato nella collegiata dei Santi Nazaro e Celso a Brescia.
Eseguita negli anni della sua maturità artistica, l'opera rappresenta il punto d'arrivo dell'evoluzione stilistica del Moretto in fatto di pale d'altare, diventando la maggiore opera di questo periodo e uno dei massimi capolavori di tutta la sua carriera artistica. Il dipinto era il pannello principale di un polittico, oggi smembrato e conservato parte nella chiesa e parte nella casa canonica.

## Storia
L'opera faceva parte del polittico dell'Incoronazione della Vergine, costituito da questa tela, un pannello superiore e altri tre scomparti a contorno. Il polittico viene probabilmente sembrato dopo il totale rifacimento della collegiata fra il 1752 e il 1780: la tela principale e il pannello con il Padre Eterno, dotati di una nuova cornice, rimangono in chiesa al secondo altare sinistro, mentre gli altri tre dipinti vengono estratti e portati nella canonica entro nuova cornice, dove sono ancora oggi conservati. Per un'analisi storica più dettagliata si veda il relativo capitolo nella voce principale.

## Descrizione
La tavola è incentrata sul tema dell'incoronazione di Maria, che sta avvenendo nel livello superiore della scena su un manto di nubi circondato da una moltitudine di angeli. La Vergine, inginocchiata, sta per ricevere sul capo una corona da Gesù, mentre la colomba dello Spirito Santo le vola immediatamente sopra. La Trinità è idealmente completata dal pannello superiore del polittico, raffigurante Dio Padre che guarda verso il basso con le braccia aperte. Nel livello inferiore della tela sono in adorazione quattro figure, san Michele Arcangelo, san Giuseppe, san Francesco d'Assisi e san Nicola di Bari, da sinistra a destra. San Michele è l'unico a non essere rivolto verso l'incoronazione e guarda verso il basso, in direzione del demonio che sta trafiggendo con una lunga lancia, raffigurazione tradizionale nella sua iconografia.
Sullo sfondo si vede un paesaggio montuoso in vista molto radente e, nello spazio centrale fra le due coppie di santi, si vedono in lontananza alcune poderose strutture fortificate. Oltretutto, da questi edifici in poi, venendo verso i santi e, idealmente, verso l'osservatore, il paesaggio si fa meno aspro, con dolci colline. Fra l'orizzonte e le nubi dove si svolge l'incoronazione si apre invece un ampio cielo azzurro, rigato da sottili nuvole bianche. Un piccolo arbusto, radicato poco oltre i santi, si staglia in controluce.

## Stile

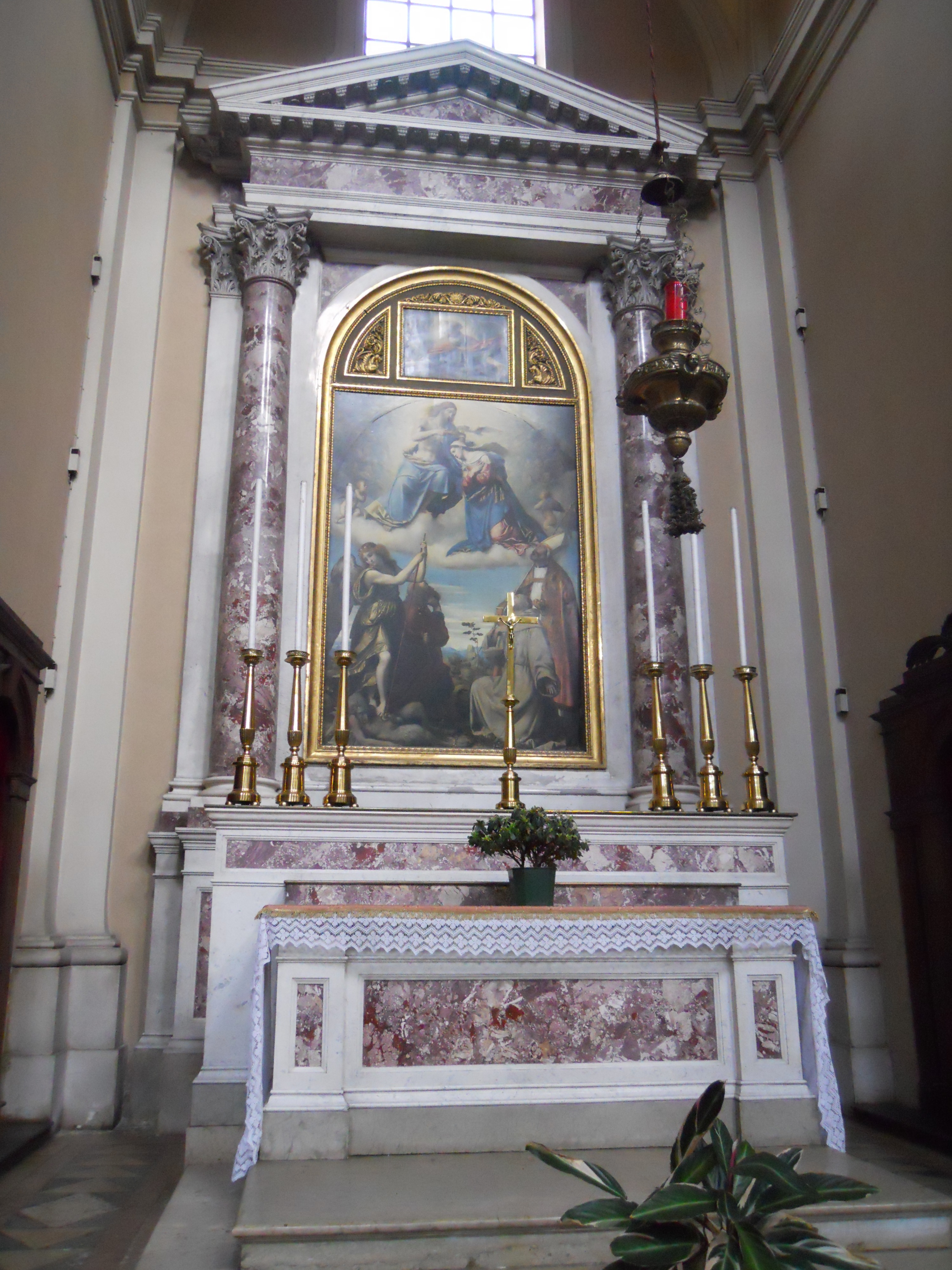
L'altare nella collegiata dei Santi Nazaro e Celso a Brescia dove è custodita l'opera

La maggior parte della critica storica e della prima metà del Novecento tratta della tavola e dei pannelli annessi soprattutto per tentare di stabilirne la data di esecuzione e il nome del committente, non soffermandosi troppo sull'analisi critica del dipinto, se non lodandone il grande pregio artistico come Pietro Da Ponte nel 1898, che lo definisce "una delle opere più studiate e preziose del grande maestro". Anche riguardo a questi argomenti si veda la voce principale.
Il primo a commentare ampiamente l'opera è Camillo Boselli nel 1954, che la considera il punto d'arrivo di tutta l'evoluzione stilistica del Moretto in fatto di pale d'altare. Il dipinto, secondo lo studioso, rappresenta l'esito conclusivo di un percorso cominciato con la Pala di Sant'Eufemia, sviluppato con il Polittico dell'Assunta e con la Madonna col Bambino in gloria con i santi Martino e Caterina e qui concluso. Anzi, è proprio quest'ultima opera il vero preludio alla tela di San Nazaro, dove il Moretto mostra di saper comporre la scena senza sottoporsi a vincoli preordinati. "Nelle pale che la precedono il pittore ha avuto bisogno di giocare con forti chiaroscuri per riuscire a centrare la figura chiave della composizione. La sua incertezza e la sua evoluzione da un massimo di scuro a un massimo di chiaro, dimostrano come il Moretto preferisca risolvere, in vista appunto di una maturità tecnica, questo problema vitale della sua arte. La soluzione definitiva l'abbiamo qui nella Incoronazione secondo quel suo desiderio di quiete e dolcezza luminosa che gli fa rifiutare [...] sia le asperità dei forti chiaroscuri, sia la sdrucciolevole politezza della mandorla luminosa di Sant'Eufemia (in riferimento alla Pala di Sant'Eufemia). Di conseguenza, il Moretto non sente più il bisogno di organizzare la sua composizione entro un'architettura, sia quella reale di un polittico o quella illusoria di un vano dipinto, e può farla liberamente respirare cadenzata nel ritmo di un'ampia ellissi, tronca alla base, sullo sfondo della libertà completa dell'aria e della terra, dove l'unico sommesso accenno ad una lotta tra luce e ombra è il fogliame dell'alberello visto in controluce al termine de cuneo visivo fra i santi".
Il critico fa poi notare quanto sia poco incidente, nel Moretto, l'assunzione di schemi e figure altrui, che restano sempre prestiti attinenti all'impaginazione dell'opera, mai alla sua poetica. "L'organizzatrice o, meglio, la generatrice della composizione è la linea che, dopo aver tentato debolmente in alcune opere precedenti, qui ha partita vinta. Ma questo non per influssi raffaelleschi o di altri; ma per una logica conseguenza delle premesse luminose della pala [...]. Ed è questa necessità luminosa unita alla volontà di ricerca di plastica solidità che fa rifluire dal centro verso i lati la composizione e la luce, con increspamenti sempre più fondi, ricerca questa prettamente bresciana". Il critico fa riferimento, in particolare, alla Pala Gozzi di Tiziano conservata nella Pinacoteca civica Francesco Podesti di Ancona, che sarebbe il modello per l'impianto della tela del Moretto. In quest'opera "il paesaggio posto fra le figure dei Santi è dato da una visione lagunare di Venezia, scandita da una povera pianta di fico tormentata dal vento e dalla bufera che sta sorgendo. Ora, anche nella Incoronazione del Moretto, al centro del cuneo visivo, sta un alberello di fico, ma tanto ad Ancona esso era torto nei bagliori della bufera, [...] tanto qui a Brescia è leggermente vibrante nella claritas cristallina d'una mattina d'estate, della cui pace può diventare il simbolo. E così per tutto, per i singoli particolari, come per l'assieme. La figura di Nicola non riesce neppure lei col proprio cipiglio a portare su un piano, nonché severo, almeno austero, la visione, così come non ve la portano né la compunzione di Michele, né lo sforzo visivo di Giuseppe né l'intensità estatica di Francesco; perché per l'aria gira quel tono affabilmente bonario per cui ogni figura si adagia dolce ed estatica nella dolce poesia del tutto; ed è appunto quel paesaggio incantato, dove ai colli si sovrappongono i colli e su di essi sorgono gli aerei bastioni di un'imponente fortezza, è quel paesaggio scandito dalla vibrazione sottile delle foglie dell'alberello a darci questo senso di tranquillità serena che è la grande pace del Moretto".
Valerio Guazzoni, nel 1981, analizza attentamente lo schema geometrico della composizione, notando che "come già nella pala di Sant'Eufemia (citata precedentemente), i santi si raggruppano secondo un preciso contrappunto, due in piedi e due in ginocchio: ma rispetto a quella pala, l'ordine delle figure appare scambiato, incrociato; inoltre le diagonali, su cui le figure s'impostano, hanno fra loro lunghezza diseguale, conferendo al gruppo un ritmo quasi ruotante. Non solo: all'attitudine chiusa, raccolta di san Giuseppe si contrappone il gesto aperto di san Francesco, allo sguardo rivolto al cielo di san Nicola corrisponde quello abbassato dell'angelo, che a sua volta contrasta, nella sua morbidezza, col san Giuseppe rude e massiccio".